# Acacia teniana
Acacia teniana är en ärtväxtart som beskrevs av Hermann August Theodor Harms. Acacia teniana ingår i släktet akacior, och familjen ärtväxter. Inga underarter finns listade i Catalogue of Life.